# 62. attackflygdivisionen
62. attackflygdivisionen även känd som Filip Blå var en attackflygdivision inom svenska flygvapnet som verkade i olika former åren 1939–1993. Divisionen var baserad till Karlsborgs flygplats söder om Karlsborg.

## Historik
Filip Blå var 2. divisionen vid Västgöta flygflottilj (F 6), eller 62. attackflygdivisionen inom Flygvapnet, och bildades den 1 november 1939 som en lätt bombflygdivision.  År 1948 omskolades divisionen till en attackflygdivision, och kom under åren 1948–1977 att vara beväpnad med flygplanen A 21-A 3, A 29B och A 32A. Våren 1957 påbörjade divisionens markpersonal omskolning till Lansen-systemet. I februari 1958 är divisionen precis som sina systerdivisioner helt omskolade till Lansen. I januari 1961 står en ny hangar, hangar 83, färdig, och som blir hemvist för Filip Blå.
Den 7 oktober 1977 gjordes den sista flygningen med A 32 vid divisionen. I juli 1977 påbörjade Filip Blå sin omskolning till AJ 37. Omskolningen gjordes vid F 7, och i juni 1978 var divisionen helt ombeväpnad till AJ 37.
Genom försvarsbeslutet 1992 beslutades det att F 6 skulle avvecklas tillsammans med F 13. I avvecklingsbeslutet ingick att flygverksamheten vid de berörda divisionerna skulle upphöra senast den 30 juni 1993. Då avvecklingsprocessen påbörjades ett par månader senare vid F 6, kom F 6 bli ett undantag. Istället skulle flygtjänsten vid F 6 upphöra senast den 31 december 1993. Den 3 juni 1993 genomförde divisionen sin sista taktiska flygning, för att sedan genomföra en formationsflygning över Karlsborg den 6 juni 1993. Formationsflygning markerade slutet för Filip Blå, och under juni månad 1993 kom divisionens flygplan överföras till Skånska flygflottiljen (F 10) och Hälsinge flygflottilj (F 15). Vid F 10 kom flygplanen utgöra en del av den nyuppsatta 101. spaningsflygdivisionen (Johan Röd), och vid F 15 omorganisera 152. attackflygdivisionen till en fulltalig attackflygdivision.

## Materiel vid förbandet
| Bombflygplan - 1940–1941: B 4 - 1941–1944: B 5B/C - 1944–1948: B 17A/B/C | Attackflygplan - 1948–1954: A 21A-3 - 1953–1957: J 29B Tunnan - 1957–1978: A 32A Lansen - 1979–1993: AJ 37 Viggen |

## Förbandschefer
Divisionschefer vid 62. attackflygdivisionen (Filip Blå) åren 1939–1993.

- 1939–1993: ???

## Anropssignal, beteckning och förläggningsort
| Filip Blå | 1939-11-01 | – | 1993-06-30 |

| 62. lätta bombflygdivisionen | 1939-11-01 | – | 1948-??-?? |
| 62. attackflygdivisionen     | 1948-??-?? | – | 1993-06-30 |

| Karlsborgs flygplats (F) | 1939-11-01 | – | 1993-06-30 |

## Galleri

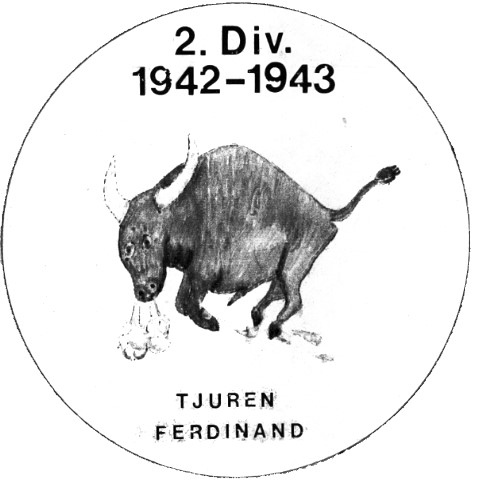
Divisionsemblem (tjuren Ferdinand) åren 1942–1943.
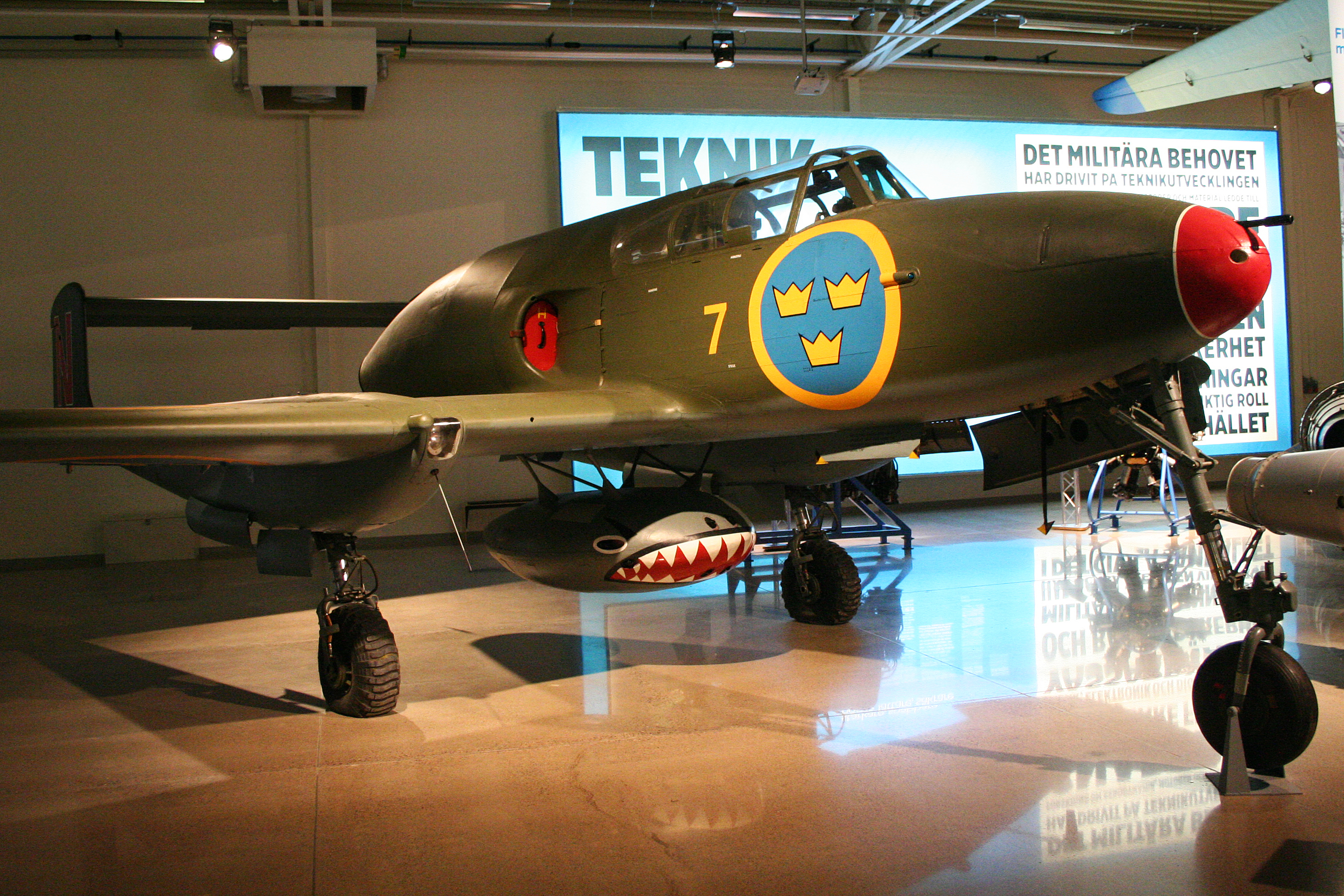
A 21A-3 (1947–1954).
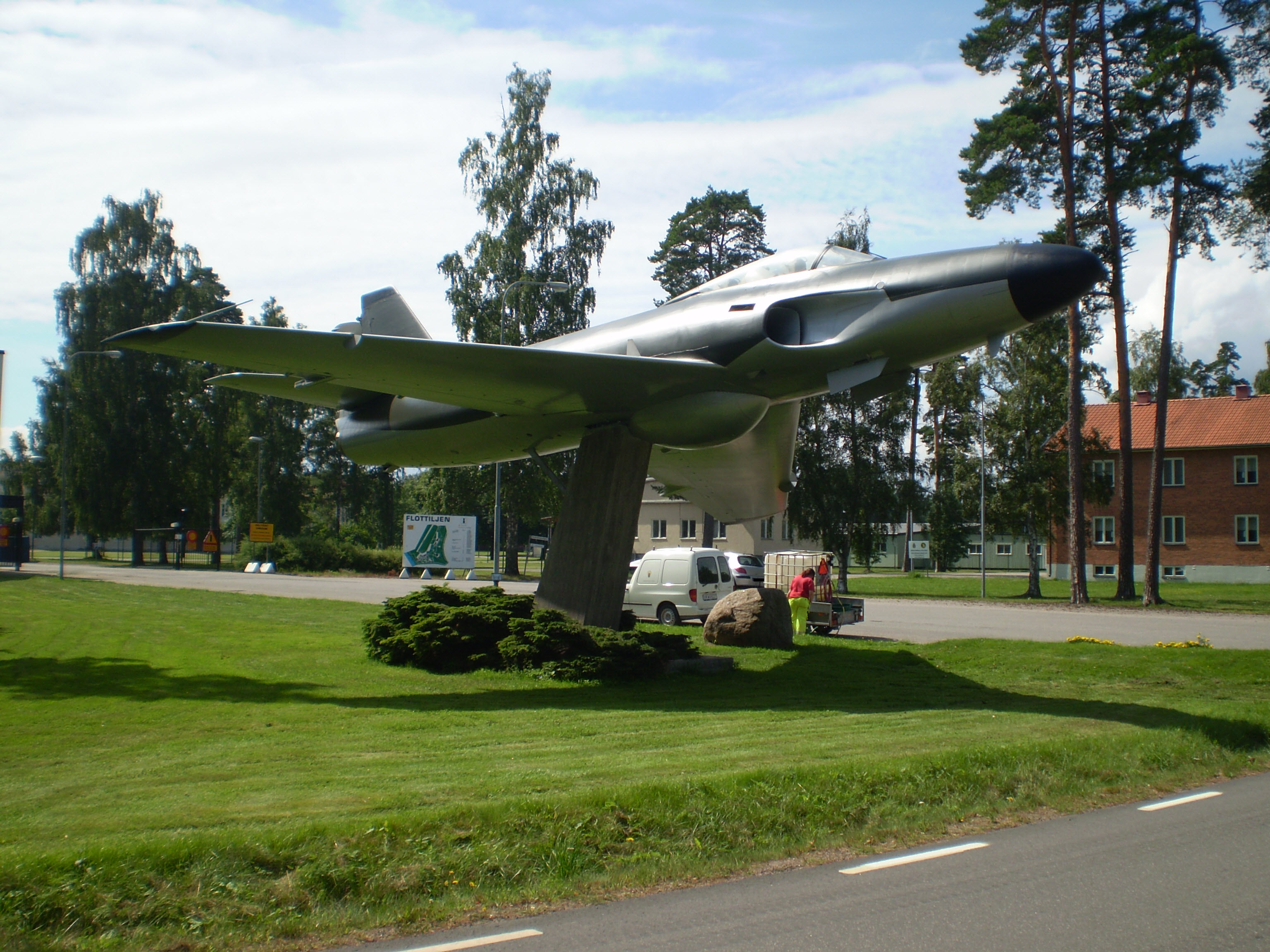
A 32A Lansen (1957–1978).
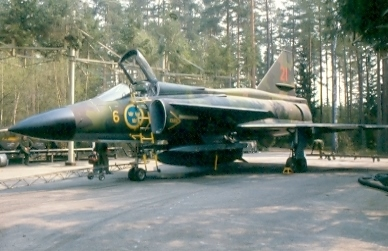
AJ 37 Viggen (1978–1993).